# Euglossa hyacinthina
Euglossa hyacinthina là một loài Hymenoptera trong họ Apidae. Loài này được Dressler mô tả khoa học năm 1982.

## Hình ảnh

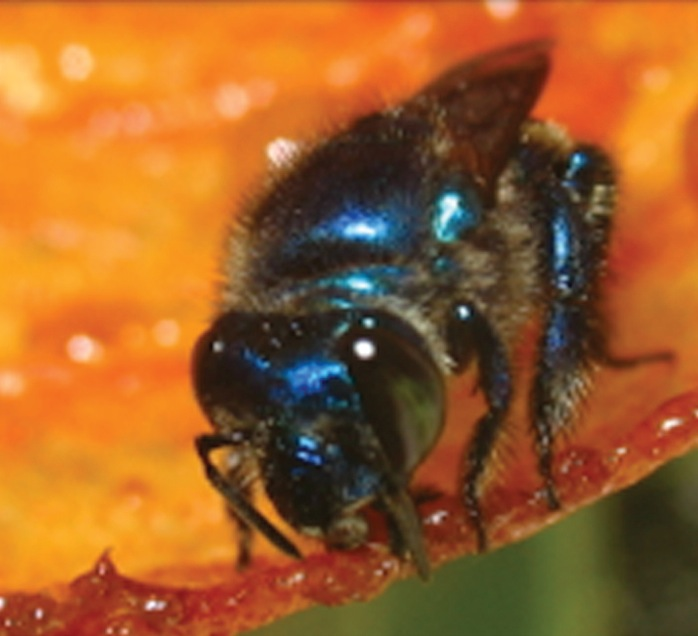
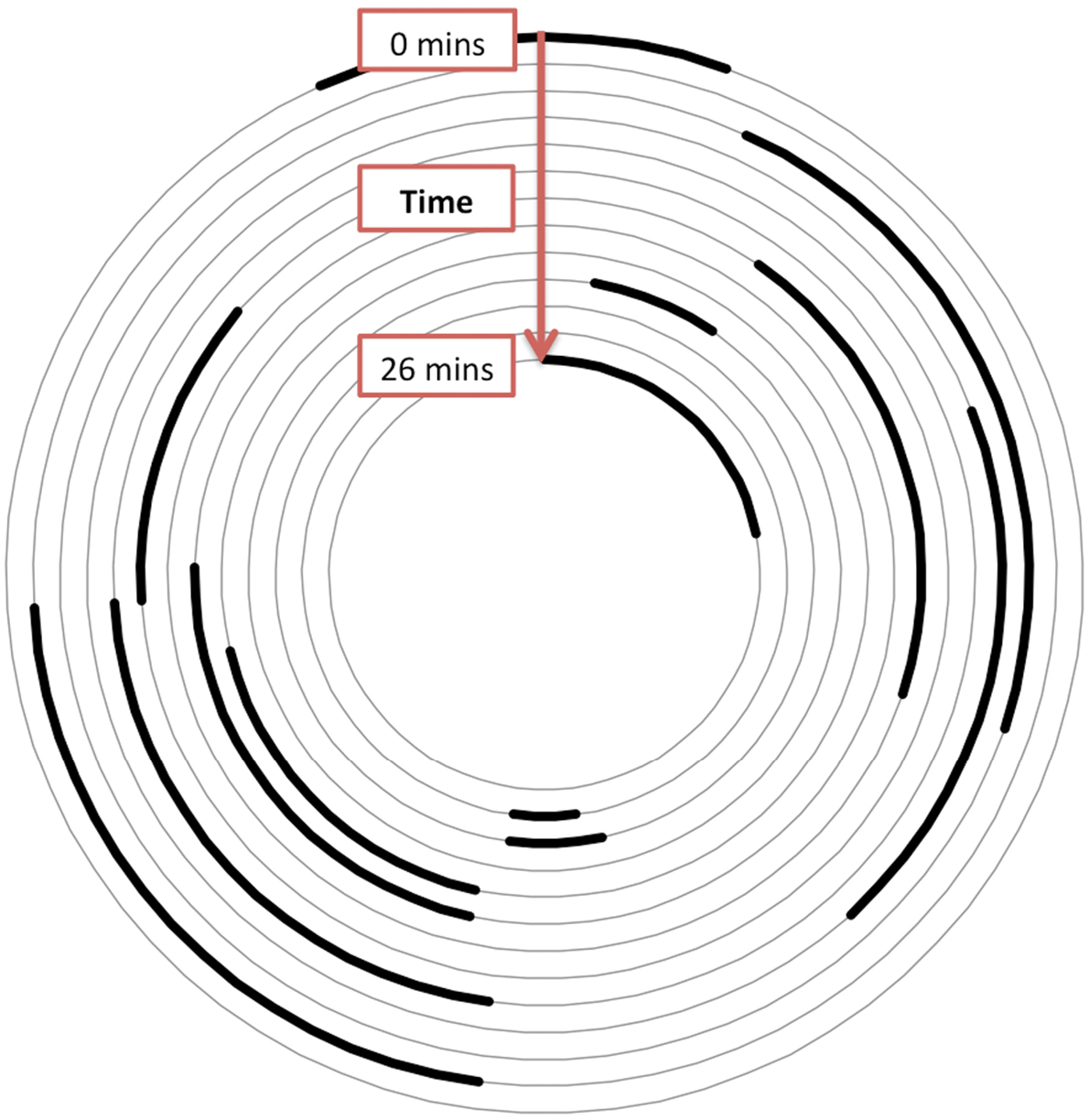
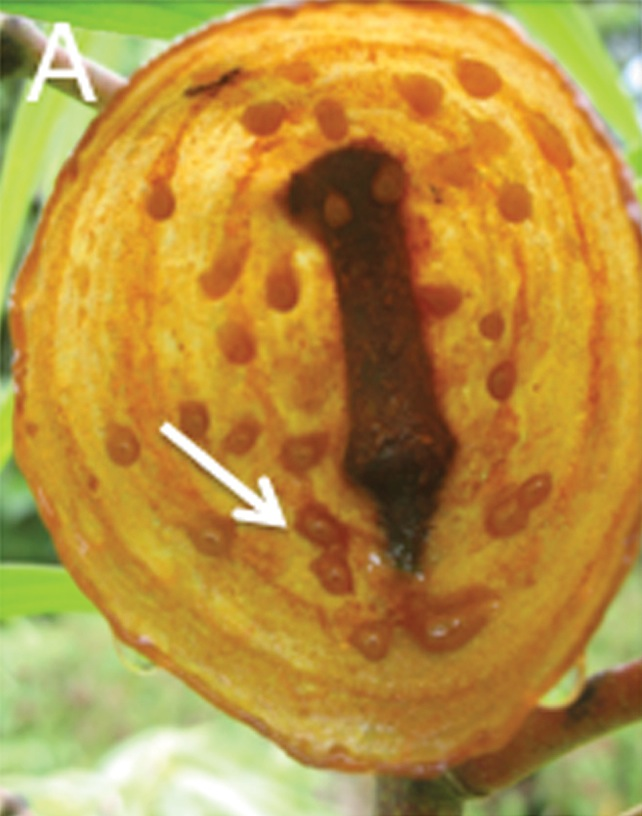
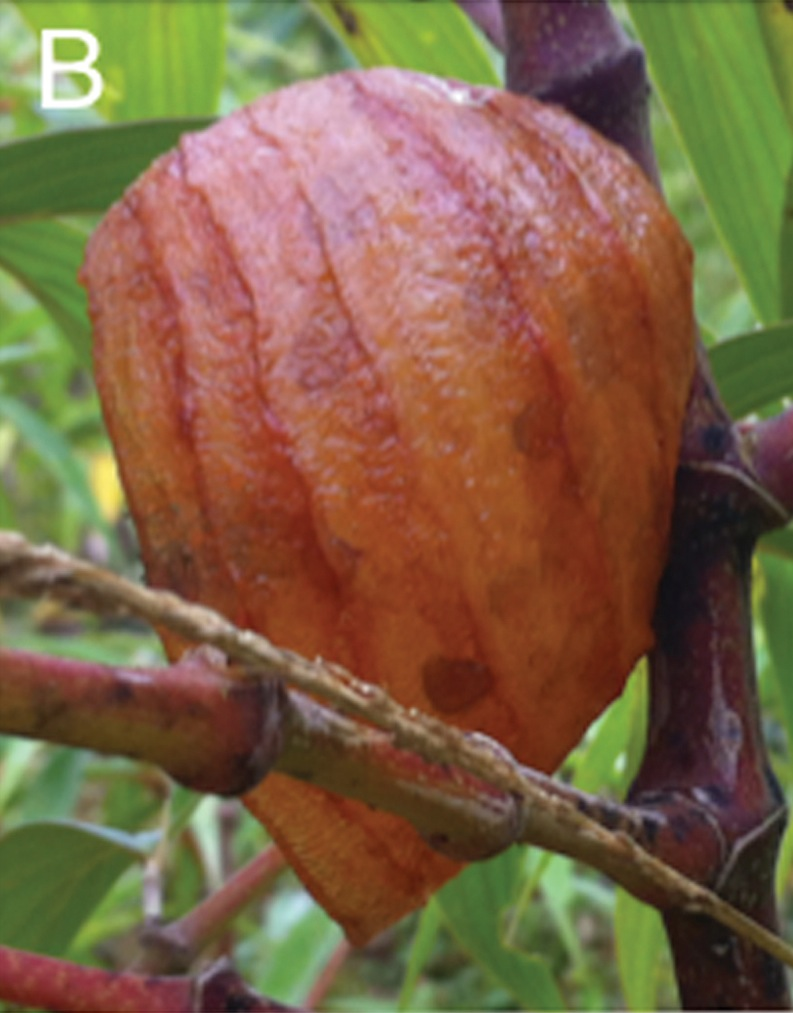